# Kæmpekaktus
Kæmpekaktus (Carnegiea gigantea) (i USA og de spansktalende lande også Saguaro) er en træagtig plante, som har en søjleformet vækst med én stamme og 5-6 grene. Blomstringen sker første gang efter 50-75 års vækst. Planten bliver op til 200 år gammel.

## Beskrivelse
Alle overjordiske dele er ribbede og bladene er omdannet til torne, som det er sædvanligt blandt kaktusarter. Blomstringen sker i april-juni, hvor de endestillede, hvide blomster springer ud i løbet af natten og holder sig til hen på næste dag. De røde frugter er spiselige og regnes for en delikatese blandt de oprindelige amerikanere, men planten er fredet og frugterne må ikke høstes.
Rodnettet består af højtliggende og vidtrækkende rødder, som dækker et stort område. Der er derfor stor afstand mellem to individer af selvgroede Kæmpekatus.
Højde x bredde og årlig tilvækst: 5 x 2 m (10 x 4 cm/år). Den årlige tilvækst er dog betydeligt mindre de første leveår, hvor rodnettet udbygges.

## Hjemsted
Kæmpekatus hører hjemme i Mexico, Arizona og Californien, hvor den findes i ørkenområder.
Ved Cabeza Prieta National Wildlife Refugei Sonoraørkenen i Arizona findes den spredt blandt tandet kreosotbusk og Ambrosia deltoidea i lavninger eller flodlejer sammen med blandt andet Krameria grayii, Figenkaktus-arterne Opuntia fulgida og Opuntia ramosissima samt Parkinsonia microphylla og Pleuraphis rigida.